# Epiphragma (Epiphragma) immaculipes
Epiphragma (Epiphragma) immaculipes is een tweevleugelige uit de familie steltmuggen (Limoniidae). De soort komt voor in het Neotropisch gebied.